# Nauthik
Nauthik ist eine 2015 gegründete Death- und Funeral-Doom-Band.

## Geschichte
Nauthik entstand 2015 im Zuge eines Nebenprojektes der Musiker Frank „Damager“ Damager und Eric „Plorator“ Plorato. Gitarrist und Bassist Damager hatte, eigenen Angaben nach „nur nebenbei“ Material erarbeitet, das „viel zu doomig für“ das Projekt Damage Source sei. Dies habe dem Sänger Plorato allerdings genügend gefallen um sich ab circa 2016 in das Material einzubringen. Das ursprüngliche Ziel der zeitgleich in noch weiteren Bands aktiven Bandmitglieder war die private Aufnahme von einzelnen Doom-Stücken ohne Interesse an einer offiziellen Veröffentlichung. Aus den anfänglichen Aufnahmen wuchs Nauthik jedoch zu einem Projekt, in dem die beiden Potential für ein größeres Wirken sahen, woraufhin die Musiker den Schlagzeuger Javed „αἰών“ Razzaq hinzubaten. Der Prozess der Band-Genese sei ungeplant und „einfach organisch entstanden.“
Aus den ersten Aufnahmen entstand ein Split-Album mit Babylon Asleep. das Split-Album wurde 2017 über The Crawling Chaos Records veröffentlicht. Der Kontakt zu The Crawling Chaos Records bestand bereits über die Kooperation mit Damage Source. Die Verbindung zu Babylon Asleep bestand ebenso aus Erfahrungen mit Damage Source. In dem Studio Liquid Aether Audio des babylon-Asleep-Bandmitglieds Mario Dahmen fanden bereits Aufnahmen von Damage Source statt. Ebenso brachte Dahmen sich als Tontechniker bei Aufnahmen der Band ein. Die Gestaltung der Umverpackung übernahm Plorato. Dieses MC-Split-Album wurde durch einen Liveauftritt mit Beltez beworben. Der Auftritt blieb aus organisatorischen Gründen der vorerst einzige der Gruppe. So sei „die Organisation von Mitmusikern und Proben […] ein logistischer Alptraum.“ Eine analoge Präsentation der Stücke erfordere derweil mehrere Musiker die die Musik und das Zusammenspielen in der Band einüben müssten. Konkret benannte Damager einen Bassisten sowie zwei Gitarristen die die Gruppe ergänzen müssten. Weshalb weitere Auftritte größeren Ereignissen vorbehalten seien.
Nach der Veröffentlichung begann die Gruppe das Debüt-Album zu erarbeiten. Das 2020 über Auric Records erschienene Araganau enthielt die Stücke des Split-Albums in neu arrangierter und aufgenommener Variante mit alternativen Texten, die sich einem einheitlichen Konzept unterordnete. Schlagzeug und Gesang wurden im Liquid Aether Audio Studio aufgenommen. Das Album wurde von Mario Dahmen produziert. Gitarrenspuren wurden von Damager „in einigen langen Nächsten zu Hause aufgenommen“. Die Aufnahmen wurden nachträglich im Studio arrangiert und moduliert.

„[W]ir haben dann bei Mario eine ziemlich aufwendige Reamping-Session gemacht, mit drei Verstärker-Türmen und einigen Effekt-Pedalen, weil wir einen wirklich guten und großen Gitarren-Sound wollten. Ich denke, das ist auch wirklich gut gelungen. Man hört gleichzeitig meinen Peavy Triple X, einen Ampeg-Kombo und einen Petersburg Amp über verschiedene Boxen, unter anderem geboostet vom Lichtlärm Audio Altar Fuzz - wirklich ein Killer-Set Up.“

Das Album ordnet sich gänzlich einem inhaltlichen Konzept mit der Orientierung an dem Gedicht Su patriotu sardu a sos feudatarios von Francesco Ignazio Mannu aus dem Jahr 1794, das auch als Procurad´e é moderare bekannt ist. Damager beschreibt das Gedicht, dass zum Volkslied avancierte als „geprägt vom revolutionären Geist“ und „Hymne der Befreiung von Tyrannei und Despotismus“ sowie „Loblied auf die Freiheit.“ Plorato der das lyrische Konzept einbrachte sang die Texte in sardischer Sprache ein.
Das Album erfuhr international positive Resonanz. Es sei „ein gelungener Erstling, der mit seinem stimmigen Konzept, seiner Vielseitigkeit und Tiefe viele Death-Doom-Fans begeistern“ könne, lautete das Fazit des Webzines Metal Inside. Auch das Pest-Webzine verwies darauf, dass Araganu ein idealer Einstieg sei um Nauthik kennen zu lernen. Für Stormbringer.at wurde Araganu als „Beeindruckend!“ betitelt, für das italienische Webzine Aristocrazia als „Überraschung“. Daniel Müller urteilte indes für Crossfire Metal, dass das Album „Geduld und Ausdauer“ erfordere, jedoch bei „einer richtig miesen Stimmungslage“ durchaus funktioniere. Die Musik sei besonders gut, langsam, gefühlvoll und äußert atmosphärisch beschrieb The Key Keeper das Album für Blessed Altar Zine.

## Stil
Die von Nauthik präsentierte Musik wird dem Death Doom sowie dem Funeral Doom zugerechnet. Mitunter wird die Musik als Riff-betonter Funeral Doom mit Einflüssen aus Death Doom, Post-Metal und Drone Doom beschrieben. Für das Webzine Doom-Metal.com wird die Musik als fälschlich dem Funeral Doom zugerechnet beschrieben. Die Musik entspräche „viel mehr einer Sludge-Ästhetik, die stark von traditionellen Einflüssen und rituellen Momenten (einschließlich sardischer Texte) geprägt“ sei. Das Tempo gilt als besonders langsam, wird jedoch von kurzen Tempoausbrüchen, bis hin zum Einsatz von Blastbeats gebrochen. Der Gesang nutzt „überwiegend solide Death-Growls oder auch geflüsterte Worte“ präsentiert jedoch ebenso „krächzende Black-Metal-Schreie“.

## Diskografie
- 2017: Nauthik/Babylon Asleep (Split-Album mit Babylon Asleep, The Crawling Chaos Records)
- 2020: Araganu (Album, Auric Records)